# أودري ماري أندرسون
أودري ماري أندرسون (بالإنجليزية: Audrey Marie Anderson)‏ مواليد 7 مارس 1975 في فورت وورث، الولايات المتحدة، هي ممثلة أمريكية بدأت مسيرتها الفنية عام 1994.

## وصلات خارجية
- أودري ماري أندرسون على موقع IMDb (الإنجليزية)
- أودري ماري أندرسون على موقع ألو سيني (الفرنسية)
- أودري ماري أندرسون على موقع أول موفي (الإنجليزية)
- أودري ماري أندرسون على موقع قاعدة بيانات الفيلم (الإنجليزية)
- أودري ماري أندرسون على موقع كينوبويسك (الروسية)
- أودري ماري أندرسون على موقع دليل عارضات الأزياء (الإنجليزية)